# Drama Total: Todos Estrellas e Isla Pahkitew
Drama Total: Todos Estrellas (abreviado DTTE) y Drama Total: Isla Pahkitew (abreviado DTIP) son las dos partes con segmentos de 13 episodios que conforman la quinta temporada de Drama Total. La temporada fue encargada por Cartoon Network en octubre de 2012 y ordenó 26 episodios. Es una secuela de Isla del Drama, Luz, Drama, Acción, Drama Total: Gira Mundial y Drama Total: La Venganza de la Isla. La temporada fue producida por Fresh TV en asociación con Aboriginal Peoples Television Network y distribuida por Cake Entertainment. Debido a la premisa de la serie, la temporada se presenta como una parodia de la serie de telerrealidad, como Survivor.
La temporada completa se estrenó por primera vez en los Estados Unidos a partir del 10 de septiembre de 2013 en Cartoon Network con la primera parte, mientras que la segunda parte se estrenó en los Estados Unidos el 7 de julio de 2014 por un período de dos semanas. En Canadá, la primera parte se estrenó en Teletoon durante su franja horaria "Can't Miss Thursdays" a partir del 9 de enero de 2014, mientras que la segunda parte de la temporada también se estrenó durante su "Can't Miss Thursdays". La franja horaria de Miss Thursdays en Teletoon a partir del 4 de septiembre de 2014. La segunda mitad de la temporada también se estrenó en APTN en 2015.

## Formato
La quinta temporada de Drama Total será conducido de nuevo por Chris McLean, quien es asistido por el Chef Hatchet. Al principio de la temporada, los campistas adolescentes se colocan en dos grupos o equipos, en cada episodio los equipos participan en un desafío, en el que uno o más de los campistas pueden ganar la inmunidad para su equipo. El equipo perdedor se irá a la ceremonia de eliminación, donde luego expulsarán a uno de sus miembros del equipo. Hacia la mitad de la temporada, los equipos se disolvió, después de que los desafíos continúan, el ganador de cada reto entonces solo recibe la inmunidad para él o ella misma, este proceso de eliminación continúa en hasta dos jugadores permanece en el lugar. Al final el concursante ganador se gana C$ 1.000.000.
Varios personajes de la Isla del drama volverá a competir en la primera mitad de la temporada, junto con los nuevos personajes de Drama Total: La Venganza de la Isla y competirán entre sí durante varios "Heroes vs Villanos" desafíos temático. Esto significa que todos los protagonistas (héroes) competirán contra los antagonistas (villanos).
La segunda mitad de esta temporada presentará todo un nuevo elenco de personajes y se llevará a cabo en una nueva isla. Esta es la segunda mitad de los 26 episodios que Cartoon Network ordenó en el 2012 para una quinta temporada. La temporada se estrenará en Canadá en la cadena Teletoon este otoño, mientras que también saldrá al aire en los Estados Unidos en el canal de Cartoon Network en 2014, Esta es la segunda mitad de los 26 episodios que Cartoon Network ordenó en 2012.

## Todos Estrellas

### Concursantes
Todos los catorce héroes, villanos y renegados serán separados uniformemente en dos equipos. El primer equipo se llama los Hámsteres Heroicos que constará de solo los héroes, mientras que el segundo equipo se llama los Buitres Villanos que consistirá en solo villanos. Habrá siete contendientes en los equipo de los héroes y siete en el equipo de los villanos. Al final solo 2 contendientes terminaron siendo los dos finalistas y curiosamente 2 héroes (Mike/Mal/Manitoba/Svetlana/Chester/Vito/ & Zoey)
| Personaje | Personaje                     | Equipos           | Personaje | Personaje                         | Equipos          |
| --------- | ----------------------------- | ----------------- | --------- | --------------------------------- | ---------------- |
|           | Lindsay: La Sexy Sin Cerebro  | Hamsters Heroicos |           | Alejandro: El Villano Ardiente    | Buitres Villanos |
|           | Mike/Mal: El Genio Malévolo   | Hamsters Heroicos |           | Gwen: La Gótica                   | Buitres Villanos |
|           | Sam: El Gamer                 | Hamsters Heroicos |           | Heather: La Diva de la Maldad     | Buitres Villanos |
|           | Sierra: La Súper Fan Obsesiva | Hamsters Heroicos |           | Jo: La Atleta Mandona             | Buitres Villanos |
|           | Zoey: La Dulce Solitaria      | Hamsters Heroicos |           | Lightning: El Fuerte Cabeza Hueca | Buitres Villanos |
|           | Cameron: El Nerd Debilucho    | Hamsters Heroicos |           | Scott: El Granjero Tramposo       | Buitres Villanos |
|           | Courtney: La Chica A          | Hamsters Heroicos |           | Duncan: El Delincuente            | Buitres Villanos |

| Personaje | Personaje  | Equipos           | Equipos           | Equipos           | Estado                        | Episodios |
| --------- | ---------- | ----------------- | ----------------- | ----------------- | ----------------------------- | --------- |
|           | Zoey       | Hamsters Heroicos | Fusión            | Fusión            | Ganadora                      | 1-13      |
|           | Mike - Mal | Hamsters Heroicos | Fusión            | Fusión            | Finalista/Ganador (Argentina) | 1-13      |
|           | Scott      | Buitres Villanos  | Fusión            | Fusión            | 12.º Eliminado                | 1-12      |
|           | Gwen       | Buitres Villanos  | Fusión            | Fusión            | 11.ª Eliminada                | 1-12      |
|           | Courtney   | Hamsters Heroicos | Buitres Villanos  | Fusión            | 10.ª Eliminada                | 1-11      |
|           | Alejandro  | Buitres Villanos  | Fusión            | Fusión            | 9.º Eliminado                 | 1-10      |
|           | Cameron    | Hamsters Heroicos | Buitres Villanos  | Fusión            | 8.º Eliminado                 | 1-9       |
|           | Duncan     | Buitres Villanos  | Hamsters Heroicos | Fusión            | Expulsado                     | 1-8       |
|           | Sierra     | Hamsters Heroicos | Hamsters Heroicos | Hamsters Heroicos | 6.ª Eliminada                 | 1-7       |
|           | Heather    | Buitres Villanos  | Buitres Villanos  | Buitres Villanos  | 5.ª Eliminada                 | 1-6       |
|           | Sam        | Hamsters Heroicos | Hamsters Heroicos | Hamsters Heroicos | 4.º Eliminado                 | 1-4       |
|           | Jo         | Buitres Villanos  | Buitres Villanos  | Buitres Villanos  | 3.ª Eliminada                 | 1-3       |
|           | Lightning  | Buitres Villanos  | Buitres Villanos  | Buitres Villanos  | 2.º Eliminado                 | 1-2       |
|           | Lindsay    | Hamsters Heroicos | Hamsters Heroicos | Hamsters Heroicos | 1.ª Eliminada                 | 1-1       |

Nota
- En el capítulo 3 Duncan cambia de equipo con Courtney.
- En el capítulo 5 Cameron es cambiado de equipo.
- En el capítulo 8 se fusionan los equipos.

### Tabla de eliminación
| Rango | Concursante | Concursante | Concursante | Concursante | Fase de equipo | Fase de equipo | Fase de equipo | Fase de equipo | Fase de equipo | Fase de equipo | Fase de equipo | Fase individual | Fase individual | Fase individual | Fase individual | Fase individual | Fase individual |
| Rango | Concursante | Concursante | Concursante | Concursante | Original       | Original       | Original       | 1er Cambio     | 1er Cambio     | 2do Cambio     | 2do Cambio     | Fase individual | Fase individual | Fase individual | Fase individual | Fase individual | Fase individual |
| Rango | Concursante | Concursante | Concursante | Concursante | 1              | 2              | 3              | 4              | 5              | 6              | 7              | 8               | 9               | 10              | 11              | 12              | 13              |
| ----- | ----------- | ----------- | ----------- | ----------- | -------------- | -------------- | -------------- | -------------- | -------------- | -------------- | -------------- | --------------- | --------------- | --------------- | --------------- | --------------- | --------------- |
| 1/2   |             |             |             | Zoey        | CONT.          | GANA           | GANA           | CONT.          | CONT.          | GANA           | CONT.          | CONT.           | CONT.           | GANA            | GANA            | GANA            | FINAL           |
| 1/2   |             |             |             | Mike        | CONT.          | GANA           | GANA           | CONT.          | CONT.          | EXILIO         | CONT.          | CONT.           | CONT.           | RIESGO          | CONT.           | RIESGO          | FINAL           |
| 3     |             |             |             | Scott       | GANA           | CONT.          | CONT.          | EXILIO         | EXILIO         | CONT.          | GANA           | CONT.           | CONT.           | CONT.           | RIESGO          | ELIM.           |                 |
| 4     |             |             |             | Gwen        | GANA           | CONT.          | CONT.          | GANA           | GANA           | CONT.          | GANA           | CONT.           | GANA            | EXILIO          | CONT.           | EXPU.           |                 |
| 5     |             |             |             | Courtney    | RIESGO         | GANA           | GANA           | GANA           | GANA           | CONT.          | GANA           | CONT.           | CONT.           | CONT.           | ELIM.           |                 |                 |
| 6     |             |             |             | Alejandro   | GANA           | CONT.          | CONT.          | GANA           | GANA           | INVC.          | EXILIO         | GANA            | EXILIO          | ELIM.           |                 |                 |                 |
| 7     |             |             |             | Cameron     | CONT.          | GANA           | EXILIO         | CONT.          | CONT.          | CONT.          | GANA           | ELIM.           | EVAC.           |                 |                 |                 |                 |
| 8     |             |             |             | Duncan      | GANA           | CONT.          | CONT.          | CONT.          | CONT.          | GANA           | CONT.          | EXPU.           |                 |                 |                 |                 |                 |
| 9     |             |             | Sierra      | Sierra      | CONT.          | GANA           | GANA           | RIESGO         | CONT.          | GANA           | ELIM.          |                 |                 |                 |                 |                 |                 |
| 10    |             |             | Heather     | Heather     | GANA           | CONT.          | RIESGO         | GANA           | GANA           | ELIM.          |                |                 |                 |                 |                 |                 |                 |
| 11    |             | Sam         | Sam         | Sam         | CONT.          | EXILIO         | GANA           | ELIM.          |                |                |                |                 |                 |                 |                 |                 |                 |
| 12    | Jo          | Jo          | Jo          | Jo          | GANA           | RIESGO         | CONT.          |                |                |                |                |                 |                 |                 |                 |                 |                 |
| 13    | Lightning   | Lightning   | Lightning   | Lightning   | EXILIO         | ELIM.          |                |                |                |                |                |                 |                 |                 |                 |                 |                 |
| 14    | Lindsay     | Lindsay     | Lindsay     | Lindsay     | ELIM.          |                |                |                |                |                |                |                 |                 |                 |                 |                 |                 |

|           |           |           | Zoey      | ¿?      | GANA | GANA | ¿?   | Sin votación | GANA      | Prohibido | Cameron | Sin votación | Alejandro | Courtney | Scott     | FINAL |
|           |           |           | Mike      | ¿?      | GANA | GANA | ¿?   | Sin votación | GANA      | Prohibido | Cameron | Sin votación | Alejandro | Courtney | Prohibido | FINAL |
|           |           |           | Scott     | GANA    | ¿?   | ¿?   | GANA | GANA         | Alejandro | Sierra    | Cameron | Sin votación | Alejandro | Courtney | Prohibido |       |
|           |           |           | Gwen      | GANA    | ¿?   | ¿?   | GANA | GANA         | Alejandro | Sierra    | Cameron | Sin votación | Alejandro | Scott    | —         |       |
|           |           |           | Courtney  | Lindsay | GANA | GANA | GANA | GANA         | Alejandro | Sierra    | Cameron | Sin votación | Alejandro | Scott    |           |       |
|           |           |           | Alejandro | GANA    | ¿?   | ¿?   | GANA | GANA         | Heather   | Sierra    | Cameron | Sin votación | Mike      |          |           |       |
|           |           |           | Cameron   | ¿?      | GANA | GANA | ¿?   | Sin votación | Alejandro | Sierra    | Cameron | Sin votación |           |          |           |       |
|           |           |           | Duncan    | GANA    | ¿?   | ¿?   | ¿?   | Sin votación | GANA      | Prohibido | Cameron |              |           |          |           |       |
|           |           | Sierra    | Sierra    | ¿?      | GANA | GANA | ¿?   | Sin votación | GANA      | Prohibido |         |              |           |          |           |       |
|           |           | Heather   | Heather   | GANA    | ¿?   | ¿?   | GANA | GANA         | Alejandro |           |         |              |           |          |           |       |
|           | Sam       | Sam       | Sam       | ¿?      | GANA | GANA | ¿?   |              |           |           |         |              |           |          |           |       |
| Jo        | Jo        | Jo        | Jo        | GANA    | ¿?   | ¿?   |      |              |           |           |         |              |           |          |           |       |
| Lightning | Lightning | Lightning | Lightning | GANA    | ¿?   |      |      |              |           |           |         |              |           |          |           |       |
| Lindsay   | Lindsay   | Lindsay   | Lindsay   | Lindsay |      |      |      |              |           |           |         |              |           |          |           |       |

### Clave de color
Finalista: Este concursante llegó a la final de la competencia.
     Gana: Este concursante ganó el desafío y/o fue inmune a la eliminación.
     Continua : Este concursante estaba a salvo de la eliminación.
     Exilio: Este concursante iba a ser eliminado, pero usó la estatuilla McLean de la invecibilidad que le otorgó inmunidad.
     Riesgo: Este concursante estaba en riesgo de ser eliminado.
     Eliminado: Este concursante fue eliminado.
     Eliminado: Este concursante abandonó, fue evacuado o fue descalificado.
     Este concursante está fuera de la competencia.

## Isla Pahkitew

### Concursantes
Al igual que las últimas cinco temporadas(Excepto en Gira Mundial), todos los concursantes serán divididos en dos equipos. Hay dos equipos en esta temporada, Los Salmones Flotantes (Equipo Kinosewak) y Los Osos Confusos (Equipo Maskwak), mientras que cada equipo tendrá siete concursantes con un logotipo del equipo. 
Estos son los miembros originales de cada equipo:
| Personaje | Personaje                               | Equipos                               | Personaje | Personaje                                | Equipos                        |
| --------- | --------------------------------------- | ------------------------------------- | --------- | ---------------------------------------- | ------------------------------ |
|           | Amy: La Gemela Animadora Amargada       | Salmones Flotantes (Equipo Kinosewak) |           | Beardo: El Soundboard Humano             | Osos Confusos (Equipo Maskwak) |
|           | Sky: La Atleta Estratega                | Salmones Flotantes (Equipo Kinosewak) |           | Dave: El Normal                          | Osos Confusos (Equipo Maskwak) |
|           | Jasmine: La Supervivencialista Interior | Salmones Flotantes (Equipo Kinosewak) |           | Shawn: El Loco de la Conspiración Zombie | Osos Confusos (Equipo Maskwak) |
|           | Rodney: El Loco Enamorado               | Salmones Flotantes (Equipo Kinosewak) |           | Leonardo: El Falso Hechicero             | Osos Confusos (Equipo Maskwak) |
|           | Samey: La Gemela Animadora Dulce        | Salmones Flotantes (Equipo Kinosewak) |           | Ella: La Princesa de Cuentos de Hadas    | Osos Confusos (Equipo Maskwak) |
|           | Scarlett: La Cerebro Doble Cara         | Salmones Flotantes (Equipo Kinosewak) |           | Max: El Aspirante a Villano              | Osos Confusos (Equipo Maskwak) |
|           | Topher: El Aspirante a Chris            | Salmones Flotantes (Equipo Kinosewak) |           | Sugar: La Reina Malvada                  | Osos Confusos (Equipo Maskwak) |

| Personaje | Personaje | Equipos                               | Equipos                               | Equipos                               | Estado         | Episodios |
| --------- | --------- | ------------------------------------- | ------------------------------------- | ------------------------------------- | -------------- | --------- |
|           | Sky       | Osos Confusos (Equipo Maskwak)        | Salmones Flotantes (Equipo Kinosewak) | Fusión                                | Ganadora       | 1-13      |
|           | Shawn     | Osos Confusos (Equipo Maskwak)        | Fusión                                | Fusión                                | Finalista      | 1-13      |
|           | Sugar     | Osos Confusos (Equipo Maskwak)        | Osos Confusos (Equipo Maskwak)        | Osos Confusos (Equipo Maskwak)        | 12.ª Eliminada | 1-12      |
|           | Jasmine   | Salmones Flotantes (Equipo Kinosewak) | Salmones Flotantes (Equipo Kinosewak) | Salmones Flotantes (Equipo Kinosewak) | 11.ª Eliminada | 1-11      |
|           | Max       | Salmones Flotantes (Equipo Kinosewak) | Osos Confusos (Equipo Maskwak)        | Fusión                                | 10.º Eliminado | 1-10      |
|           | Scarlett  | Salmones Flotantes (Equipo Kinosewak) | Fusión                                | Fusión                                | Expulsada      | 1-10      |
|           | Dave      | Osos Confusos (Equipo Maskwak)        | Fusión                                | Fusión                                | 8.º Eliminado  | 1-9       |
|           | Topher    | Salmones Flotantes (Equipo Kinosewak) | Salmones Flotantes (Equipo Kinosewak) | Salmones Flotantes (Equipo Kinosewak) | 7.º Eliminado  | 1-8       |
|           | Ella      | Osos Confusos (Equipo Maskwak)        | Osos Confusos (Equipo Maskwak)        | Osos Confusos (Equipo Maskwak)        | Expulsada      | 1-6       |
|           | Samey     | Salmones Flotantes (Equipo Kinosewak) | Salmones Flotantes (Equipo Kinosewak) | Salmones Flotantes (Equipo Kinosewak) | 5.ª Eliminada  | 1-5       |
|           | Rodney    | Salmones Flotantes (Equipo Kinosewak) | Salmones Flotantes (Equipo Kinosewak) | Salmones Flotantes (Equipo Kinosewak) | 4.º Eliminado  | 1-4       |
|           | Amy       | Salmones Flotantes (Equipo Kinosewak) | Salmones Flotantes (Equipo Kinosewak) | Salmones Flotantes (Equipo Kinosewak) | 3.ª Eliminada  | 1-3       |
|           | Leonard   | Osos Confusos (Equipo Maskwak)        | Osos Confusos (Equipo Maskwak)        | Osos Confusos (Equipo Maskwak)        | 2.º Eliminado  | 1-2       |
|           | Beardo    | Osos Confusos (Equipo Maskwak)        | Osos Confusos (Equipo Maskwak)        | Osos Confusos (Equipo Maskwak)        | 1.º Eliminado  | 1-1       |

Nota
- En el capítulo 6 es eliminado por votación Max, pero expulsan a Ella por cantar.
- En el capítulo 7 cambian de equipos Max y Sky.
- En el capítulo 9 se fusionan los equipos.
- En el capítulo 10 Scarlett es expulsada y Max es eliminado

### Tabla de eliminación
| Rango | Concursante | Concursante | Concursante | Fase de equipo | Fase de equipo | Fase de equipo | Fase de equipo | Fase de equipo | Fase de equipo | Fase de equipo | Fase de equipo | Fase individual | Fase individual | Fase individual | Fase individual | Fase individual |
| Rango | Concursante | Concursante | Concursante | Original       | Original       | Original       | Original       | Original       | Original       | Original       | Cambio         | Fase individual | Fase individual | Fase individual | Fase individual | Fase individual |
| Rango | Concursante | Concursante | Concursante | 1              | 2              | 3              | 4              | 5              | 6              | 7              | 8              | 9               | 10              | 11              | 12              | 13              |
| ----- | ----------- | ----------- | ----------- | -------------- | -------------- | -------------- | -------------- | -------------- | -------------- | -------------- | -------------- | --------------- | --------------- | --------------- | --------------- | --------------- |
| 1/2   |             |             | Shawn       | CONT.          | CONT.          | GANA           | GANA           | GANA           | GANA           | CONT.          | GANA           | CONT.           | CONT.           | GANA            | GANA            | FINAL           |
| 1/2   |             |             | Sky         | CONT.          | CONT.          | GANA           | GANA           | GANA           | GANA           | CONT.          | CONT.          | RIESGO          | GANA            | CONT.           | CONT.           | FINAL           |
| 3     |             |             | Sugar       | CONT.          | CONT.          | GANA           | GANA           | GANA           | GANA           | CONT.          | GANA           | GANA            | GANA            | RIESGO          | ELIM.           |                 |
| 4     |             |             | Jasmine     | GANA           | GANA           | CONT.          | CONT.          | RIESGO         | CONT.          | CONT.          | CONT.          | GANA            | CONT.           | ELIM.           |                 |                 |
| 5     |             |             | Max         | GANA           | GANA           | CONT.          | CONT.          | CONT.          | RIESGO         | CONT.          | CONT.          | CONT.           | ELIM.           |                 |                 |                 |
| 6     |             |             | Scarlett    | GANA           | GANA           | CONT.          | RIESGO         | CONT.          | CONT.          | CONT.          | CONT.          | CONT.           | ELIM.           |                 |                 |                 |
| 7     |             |             | Dave        | CONT.          | CONT.          | GANA           | GANA           | GANA           | GANA           | CONT.          | GANA           | ELIM.           |                 |                 |                 |                 |
| 8     |             | Topher      | Topher      | GANA           | GANA           | CONT.          | CONT.          | CONT.          | CONT.          | CONT.          | ELIM.          |                 |                 |                 |                 |                 |
| 9     | Ella        | Ella        | Ella        | CONT.          | RIESGO         | GANA           | GANA           | GANA           | ELIM.          |                |                |                 |                 |                 |                 |                 |
| 10    | Samey       | Samey       | Samey       | GANA           | GANA           | LOW            | CONT.          | ELIM.          |                |                |                |                 |                 |                 |                 |                 |
| 11    | Rodney      | Rodney      | Rodney      | GANA           | GANA           | CONT.          | ELIM.          |                |                |                |                |                 |                 |                 |                 |                 |
| 12    | Amy         | Amy         | Amy         | GANA           | GANA           | ELIM.          |                | ELIM.          |                |                |                |                 |                 |                 |                 |                 |
| 13    | Leonard     | Leonard     | Leonard     | RIESGO         | ELIM.          |                |                |                |                |                |                |                 |                 |                 |                 |                 |
| 14    | Beardo      | Beardo      | Beardo      | ELIM.          |                |                |                |                |                |                |                |                 |                 |                 |                 |                 |

### Clave de color
Finalista: Este concursante llegó a la final de la competencia.
     Gana: Este concursante ganó el desafío y/o fue inmune a la eliminación.
     Continua : Este concursante estaba a salvo de la eliminación.
     Riesgo: Este concursante estaba en riesgo de ser eliminado.
     Eliminado: Este concursante fue eliminado.
     Eliminado: Este concursante abandonó, fue evacuado o fue descalificado.
     Este concursante está fuera de la competencia.

## Reparto
| Personajes   | Actor de voz original (Canadá) | Actor de doblaje (Latinoamérica) |
| ------------ | ------------------------------ | -------------------------------- |
| Chris McLean | Christian Potenza              | Johnny Torres                    |
| Chef Hatchet | Clé Bennett                    | Guillermo Martínez               |

### 1.ª Parte Concursantes
| Personajes | Actor de voz original (Canadá) | Actor de doblaje (Latinoamérica) |
| ---------- | ------------------------------ | -------------------------------- |
| Alejandro  | Alex House                     | Jesús Hernández                  |
| Cameron    | Kevin Duhaney                  | Ángel Lugo                       |
| Courtney   | Emilie-Claire Barlow           | Yasmil López                     |
| Duncan     | Drew Nelson                    | Walter Véliz                     |
| Gwen       | Megan Fahlenbock               | María José Estévez               |
| Heather    | Rachel Wilson                  | Melanie Henríquez                |
| Jo         | Laurie Elliot                  | Anna Bucci                       |
| Lightning  | Tyrone Savage                  | Ángel Mujica                     |
| Lindsay    | Stephanie Anne Mills           | Karina Parra                     |
| Zoey       | Barbara Mamabolo               | Karina Parra                     |
| Mike       | Cory Doran                     | Fernando Márquez                 |
| Sam        | Brian Froud                    | Héctor Indriago                  |
| Scott      | James Wallis                   | David Silva                      |
| Sierra     | Annick Obonsawin               | Aura Caamaño                     |

### 2.ª Parte Concursantes
| Personajes | Actor de voz original (Canadá) | Actor de doblaje (Latinoamérica) |     |
| ---------- | ------------------------------ | -------------------------------- | --- |
| Beardo     | Clé Bennett                    | Gherald de Fonseca               | N/A |
| Leonard    | Clé Bennett                    | José Durán                       |     |
| Amy        | Bryn McAuley                   | Gabriela Belén                   |     |
| Samey      | Bryn McAuley                   | Gabriela Belén                   |     |
| Dave       | Daniel DeSanto                 | Josnel Ríos                      |     |
| Ella       | Sunday Muse                    | Mayela Pérez Ferrer              |     |
| Jasmine    | Katie Bergin                   | Stefani Villarroel               |     |
| Max        | Bruce Dow                      | Henrique Palacios                |     |
| Rodney     | Ian Ronningen                  |                                  |     |
| Scarlett   | Kristin Friday                 | Ivanna Ochoa                     |     |
| Shawn      | Zachary Bennett                | Reinaldo Rojas                   |     |
| Sky        | Sarah Podemski                 | Arelys González                  |     |
| Sugar      | Rochelle Wilson                | Ivette García                    |     |
| Topher     | Christopher Jacot              | German Esaa                      |     |

## Fecha de Emisión
| Temporada | Episodios | País                              | Canal           | Ep. 1–13: Drama Total: Todos Estrellas | Ep. 1–13: Drama Total: Todos Estrellas | Ep. 14–26: Drama Total: Isla Pahkitew | Ep. 14–26: Drama Total: Isla Pahkitew |
| Temporada | Episodios | País                              | Canal           | Parte 1 Primera Fecha                  | Parte 1 Última Fecha                   | Parte 2 Primera Fecha                 | Parte 2 Última Fecha                  |
| --------- | --------- | --------------------------------- | --------------- | -------------------------------------- | -------------------------------------- | ------------------------------------- | ------------------------------------- |
| 5         | 26        | Australia                         | ABC3            | 12 de diciembre de 2013                | 30 de diciembre de 2013                | 14 de julio de 2014                   | 6 de octubre de 2014                  |
| 5         | 26        | Canadá                            | Teletoon        | 9 de enero de 2014                     | 27 de marzo de 2014                    | 4 de septiembre de 2014               | Otoño del 2014                        |
| 5         | 26        | Estados Unidos                    | Cartoon Network | 10 de septiembre de 2013               | 3 de diciembre de 2013                 | 7 de julio de 2014                    | 18 de julio de 2014                   |
| 5         | 26        | Polonia, Rumanía, Rusia y Hungría | Cartoon Network | 21 de abril de 2014                    | 7 de mayo de 2014                      | 23 de julio de 2014                   | 8 de agosto de 2014                   |
| 5         | 26        | Latinoamérica                     | Cartoon Network | 4 de mayo de 2014                      | 21 de mayo de 2014                     | 3 de noviembre de 2014                | 19 de noviembre de 2014               |
| 5         | 26        | Argentina                         | El Nueve        | 5 de marzo de 2015                     | 28 de mayo de 2015                     | 11 de febrero de 2016                 | 5 de mayo de 2016                     |
| 5         | 26        | Italia                            | K2              | 3 de marzo de 2014                     | 18 de marzo de 2014                    | 13 de junio de 2014                   | 27 de junio de 2014                   |
| 5         | 26        | Francia                           | Canal+          | 1 de abril de 2014                     | 17 de abril de 2014                    | 6 de febrero de 2015                  | 16 de marzo de 2015                   |

## Producción
El 28 de junio de 2011, Christian Potenza menciona una próxima temporada de Drama Total. Esta fue la primera vez que un miembro del reparto menciona una quinta temporada al público. Un año después del 19 de julio de 2012, Christian Potenza anunció una quinta temporada de Drama Total en una entrevista con Tom McGillis, diciendo que la quinta temporada será igual que las temporada 1 y 4. Como se muestra en la Fresh TV Sitio web oficial, parece que la temporada 5 va a traer de vuelta a la tradicional de formación de 26 episodios Tom McGillis indicó más adelante que la temporada 5 se dividirá en dos partes de 13 episodios, donde el primer semestre contará con algunos de reparto existente, mientras que el último medio consistirá en solo nuevo elenco que aún no se han introducido. actores de voz comenzaron líneas grabación de la 5 ª temporada, en diciembre de 2012.

### Drama Total Todos Estrellas
El 28 de enero de 2013, Cartoon Network se confirmó que el nuevo título de la temporada será Total Drama:. All-Stars.  Un día después, el 30 de enero, tanto Christian Potenza y Drew Nelson confirmó el título para el Episodio 4, que es "Comida de Miedo" Drew Nelson también ha confirmado que los dos nuevos equipos para esta temporada son los Hámsteres Heroicos y los Buitres Villanos. Los rumores comenzaron a flotar a principios de 2010 sobre la temporada de ser "Héroes vs Villanos" y que tanto el original como el nuevo reparto podría competir juntos, pero no fue hasta el 19 de diciembre de 2012, cuando Tom McGillis confirmó el ABC3 Australia que el tema de esta temporada será de hecho "Héroes vs Villanos". El 1 de febrero de 2013, Christian Potenza dio a conocer un nuevo video que contiene varias nuevas informaciones sobre Total Drama All-Stars, incluyendo títulos episodio de la temporada, nuevos actores de voz e información de parcela, el 11 de junio el año 2013 se confirmó que la fecha de transmisión para toda la temporada se llevará a cabo a principios de 2014, sobre todo durante el invierno de 2014 Tom McGillis confirmó más tarde en Twitter que la fecha de transmisión de Canadá será en enero de 2014, mientras que el airdate EE.UU será en septiembre de 2013. Se ha confirmado que ya empezó el doblaje en Latinaomérica el 15 de octubre de 2013 y se ha confirmado el estreno en Latinoamérica será el 5 de mayo de 2014. Posteriormente se estrenó en Argentina el 5 de marzo de 2015.

### Drama Total: Isla Pahkitew
La producción está actualmente en curso para un lanzamiento en septiembre. Sin embargo, el guion de todo el primer episodio se filtró en Internet alrededor de un año antes del estreno de la temporada. El 6 de enero de 2014 ya han comenzado con el doblaje en Latinoamérica, y el diseño final de Scarlett junto con un segundo del primer episodio totalmente animado también se filtró en Instagram por una actriz de voz (versión en español). Al parecer ella habla mucho acerca de las matemáticas, lo que demuestra que es inteligente, y ella es muy habladora. El 21 de marzo de 2014, todo el diseño del elenco fue revelado por Fresh TV junto con las nuevas promociones de la temporada. Actualmente solo se ha confirmado una actriz de voz Bryn McAuley quien será la voz de las gemelas Amy y Samey. El 9 de abril de 2014, Fresh TV Inc. celebró el Día Internacional del Rosa, haciendo que DTIP use ropa de color rosa, que simboliza el apoyo a la lucha contra el bullying. Sunday Muse ha sido revelado a la voz de Ella, mientras que Ian Ronningen se anunció sobre Twitter para ser la voz de Rodney.
El 30 de mayo de 2014 un nuevo teaser tráiler fue lanzado para TdPI en Italia, siendo la primera vez escenas completamente animados fueron liberados al público Varios tráileres en inglés fueron puestos en libertad más tarde en el sitio web de Cake Entertainment. El 16 de junio, Cartoon Network ha publicado la página web de Isla Pahkitew, junto con los videos de las audiciones para Sugar, Samey, Amy, Leonard, y Max. Italia fue el primer país que transmitirá episodios completos para Isla Pahkitew. En junio, los videos de las audiciones de Sugar, Samey, Amy, Leonard, Max, Beardo, Rodney, Ella, Topher, Dave, Scarlett y Jasmine fueron puestos en libertad. El 26 de junio, todo el elenco y los personajes que expresaron fueron liberados a través de re:fresh blog de Fresh. El 1 de julio, ABC3 anunció que Drama Total: Isla Pahkitew saldrá al aire 14 de julio de 2014 en Australia. y en Latinoamérica será el 3 de noviembre de 2014.